# Église Notre-Dame de Monthérault
L'église Notre-Dame de Monthérault est une église de styles préroman et roman primitif située à Trizay en Charente-Maritime. 
Vraisemblablement fondée au Xe siècle ou XIe siècle, ce n'est qu'au XIIIe siècle qu'on trouve mention d'une église Beata Maria de Monte-Ayraudi dans les registres seigneuriaux. De taille modeste, adaptée à une population essentiellement rurale, elle présente de nombreuses similitudes avec l'église de Sainte-Radegonde, à quelques kilomètres de là, ainsi qu'avec l'église de Dercie, près de Royan. 
Laissée à l'abandon depuis 1826 — année du rattachement de la commune de Monthérault à sa voisine, Trizay —, gravement endommagée par la tempête Martin en 1999 qui la prive de son clocher, elle se trouve dans un état de délabrement avancé au début des années 2000. Une campagne de restauration de grande ampleur — sinon de reconstruction partielle — est menée de 2011 à 2013, permettant la sauvegarde in extremis de cet édifice méconnu.

## Historique

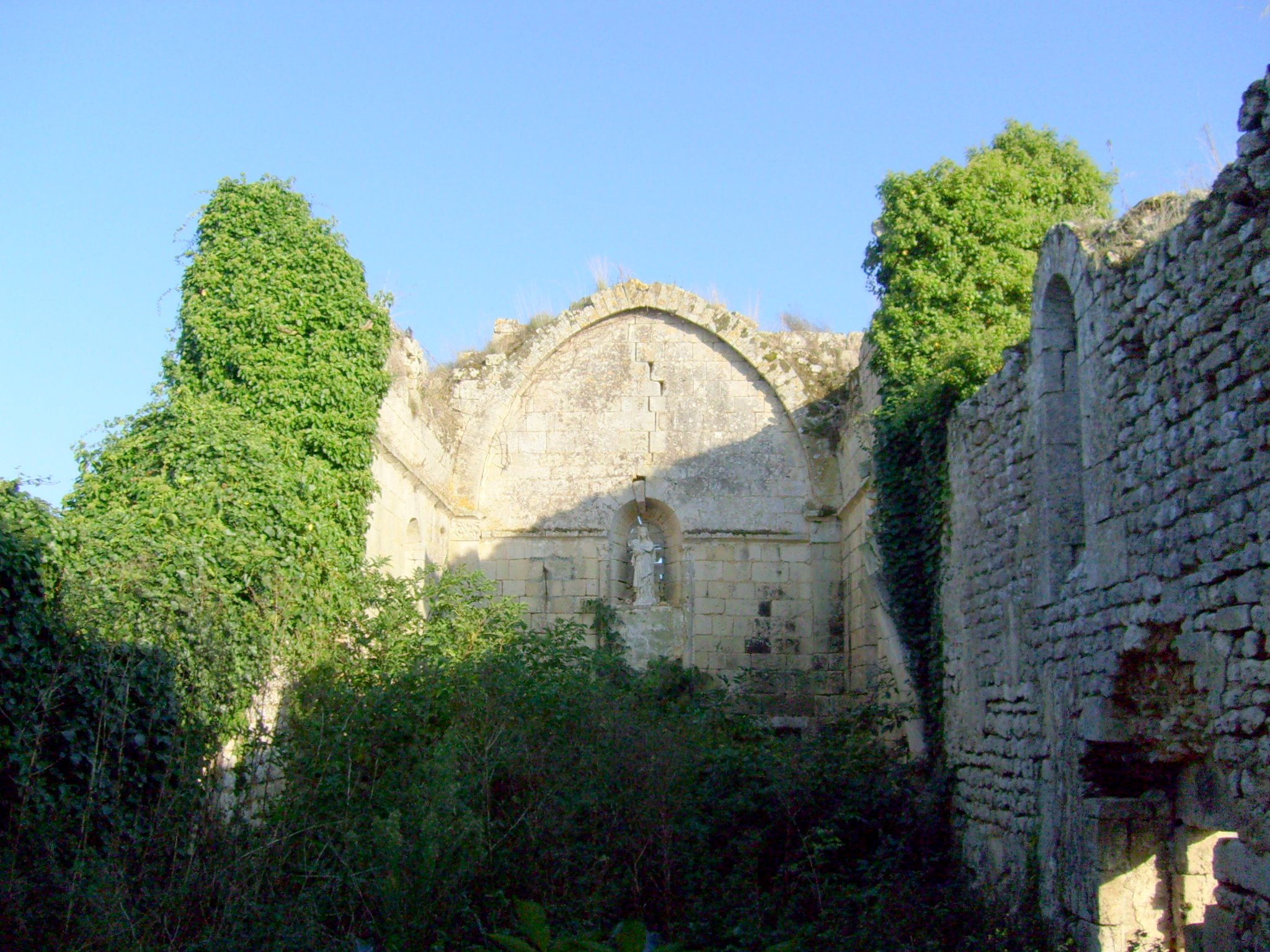
L'intérieur de l'église Notre-Dame de Monthérault avant sa restauration

Cette église est l'une des plus anciennes du canton. Si la légende fait remonter sa fondation à l'époque de l'empereur Charlemagne, lequel l'aurait édifiée pour célébrer sa victoire sur les Sarrasins à la bataille de Montierneuf, en l'an 777, l'édifice actuel semble plus probablement remonter au Xe siècle ou XIe siècle. La première mention connue de cette église est une charte accordée par Hugues de Tonnay aux paroisses environnantes, datée de 1229.
L'église fut complétée au XIIe siècle par un chœur de deux travées, voûté en berceau brisé. La façade, très simple, fut refaite au XVIe siècle. Celle-ci intègre une porte à moulure gothique. Autrefois paroisse indépendante, incluse au XIIIe siècle dans la seigneurie de la Bergerie, aux mains des seigneurs de Tonnay, Monthérault dépend ensuite de l'archiprêtré de Corme-Royal. En 1590, elle fait partie de l'élection de Saintes. Érigée en commune au moment de la Révolution, le conseil général décide le rattachement de Monthérault à Trizay en 1826. Faute de moyens pour l'entretien de l'église, celle-ci est laissée à l'abandon depuis lors. Un pèlerinage eut lieu jusqu'au milieu des années 1960, avant que l'état de l'édifice ne rende son accès dangereux. Inscrite à l'inventaire supplémentaire des monuments historiques en 1996, elle est cependant refusée au classement deux ans plus tard.
Avant la restauration des années 2010, l'église se limite à quatre murs partiellement effondrés. Elle forme un plan très simple, se limitant à un vaisseau rectangulaire où l'on peut toutefois reconnaître les trois étapes de construction. La nef, en moellons, forme une structure préromane. Les murs sont arasés à la hauteur des fenêtres, et ne présentent aucune trace d'ornementation. Le chœur, en pierre de taille, est épaulé par des contreforts. Son éclairage était assuré par une large baie romane, encadrée par des colonnettes, tant à l'intérieur qu'à l'extérieur. Celle-ci fut murée à une date indéterminée, et remplacée par une statue de la vierge. Plusieurs chapiteaux sont visibles dans cette partie du sanctuaire : ils représentent des figures démoniaques et des motifs végétaux. Les voûtes se sont partiellement effondrées dès la fin du XIXe siècle.
Un clocher-arcade s'élevait au-dessus du chœur. Sa cloche fut volée en 1987. Fragilisé, il s'effondra lors de la tempête Martin en 1999, recouvrant une partie de l'édifice de gravas.
Des travaux de restauration ont débuté au cours de l'été 2011 et ont été réalisés en deux tranches  : chevet et clocher-mur dans un premier temps (coût : 263 417 €) puis la nef (coût : 236 079 €), le financement des travaux ayant été financé en partie grâce à des aides de l'État, de la Direction des Affaires culturelles et du Conseil général de la Charente-Maritime. Au cours de cette réfection, de nouvelles cloches ont été fondues en remplacement de celle volée en 1987. L'opération, dont le montant a avoisiné les 13 550 €, a été effectuée sur place, à la manière médiévale (les moules ont été enterrés près de l'église et un « four de campagne » a été construit). L'église est désormais ouverte à la visite.

## Protection
L'église Notre-Dame est inscrite au titre des monuments historiques depuis le 28 octobre 1996.